# Kraal

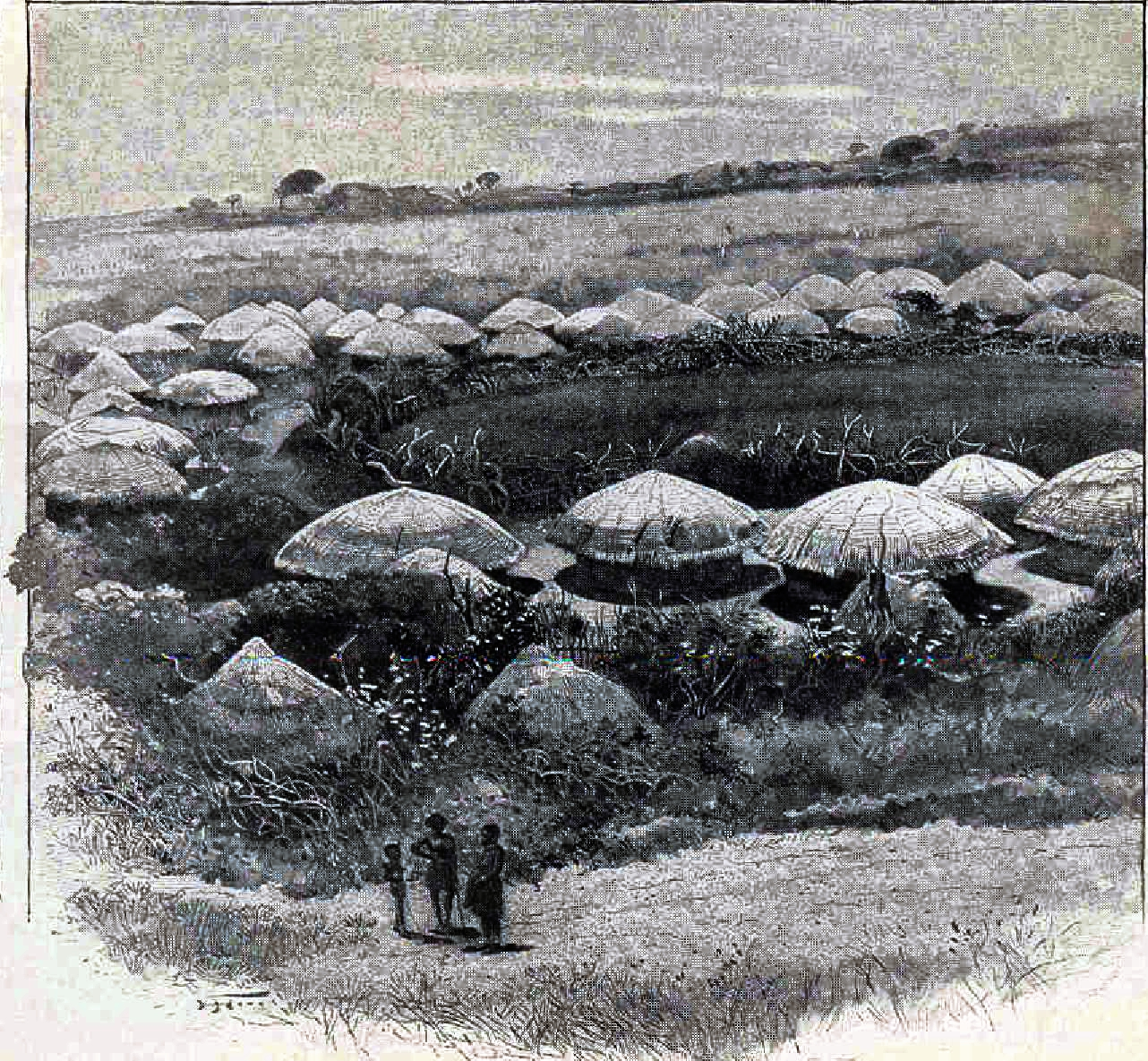
Imagen de un kraal.

Kraal (en idioma zulú: umuzi) es un asentamiento de chozas esparcido en forma de círculo, en cuyo centro existe un espacio para encerrar ganado. Se ubican entre los pueblos nativos del sur de África.
El kraal consiste de dos empalizadas concéntricas: dentro del cerco exterior se ubican las viviendas, y en la interior los animales de crianza. La poligamia es el estilo de vida que predomina entre sus habitantes. Cada esposa del jefe del asentamiento tiene su propia casa de habitación, así como su madre y los hijos solteros.
El término también se ha extendido a los campamentos masái del este de África, que pueden ser temporales o permanentes, aunque siempre resguardan un extenso núcleo familiar.

## Escultismo
En argot scout un monitor es un scouter y un conjunto de scouters de un mismo grupo scout es un Kraal.
El Kraal lo forman todos los responsables del Grupo Scout (monitores). Ese equipo de responsables está formado por jóvenes (mayores de edad) que  voluntariamente y de manera altruista ocupan parte de su tiempo libre en la educación en valores de chicos y chicas. Una educación que como objetivo último pretende formar a personas críticas y responsables con el mundo y el momento histórico que les ha tocado vivir.
Está compuesto, en la mayoría de los casos por jóvenes que comenzaron a formar parte de los scout cuando éran niños, y que continúan su compromiso ahora como responsables, convencidos de lo útil e interesante del Movimiento Scout para el desarrollo de la juventud. Sin embargo, algunos también son personas que fueron ajenas al escultismo hasta ser mayores de edad, pero que un día conocieron el escultismo, y se apuntaron como voluntarios.